# Flabellia
Flabellia é um género monotípico de algas, pertencente à família Codiaceae.

## Descrição
Cresce em substratos rochosos de coral de sublitoral, em associação com outras algas (Dictyopteris, Dictyota, Dilophus). É também um componente de comunidades epífitas de Posidonia e Cystoseira spp.

## Distribuição
Está muito extensa em grande parte da bacia do Mar Mediterrâneo, Canárias e Cabo Verde.

## Sinonímia
- Udotea desfontainii (Lamouroux) Decne. (sinônimo)
- Udotea petiolata (Turra) Børgesen (sinônimo)
- Ulva petiolata Turra (sinônimo)[2]